# Art'owr Yowspašyan
Art'owr Yowspašyan (in armeno Արթուր Յուսպաշյան?, in russo Артур Юспашян?, Artur Juspašjan; Erevan, 7 settembre 1989) è un ex calciatore armeno, di ruolo centrocampista.

## Palmarès

### Club

#### Competizioni nazionali
- Campionato armeno: 2

P'yownik: 2010, 2014-2015
- Coppa d'Armenia: 4

P'yownik: 2010, 2012-2013, 2013-2014, 2014-2015
- Supercoppa d'Armenia: 2

P'yownik: 2010, 2011